# تپه پشت گوند
تپه پشت گوند مربوط به سدهٔ ۸–۷ ه.ق است و در شهرستان ارومیه، بخش صومای برادوست، دهستان برادوست، روستای دمان واقع شده و این اثر در تاریخ ۲۵ آبان ۱۳۸۷ با شمارهٔ ثبت ۲۳۵۸۵ به‌عنوان یکی از آثار ملی ایران به ثبت رسیده است.